# Enigma-Simulation

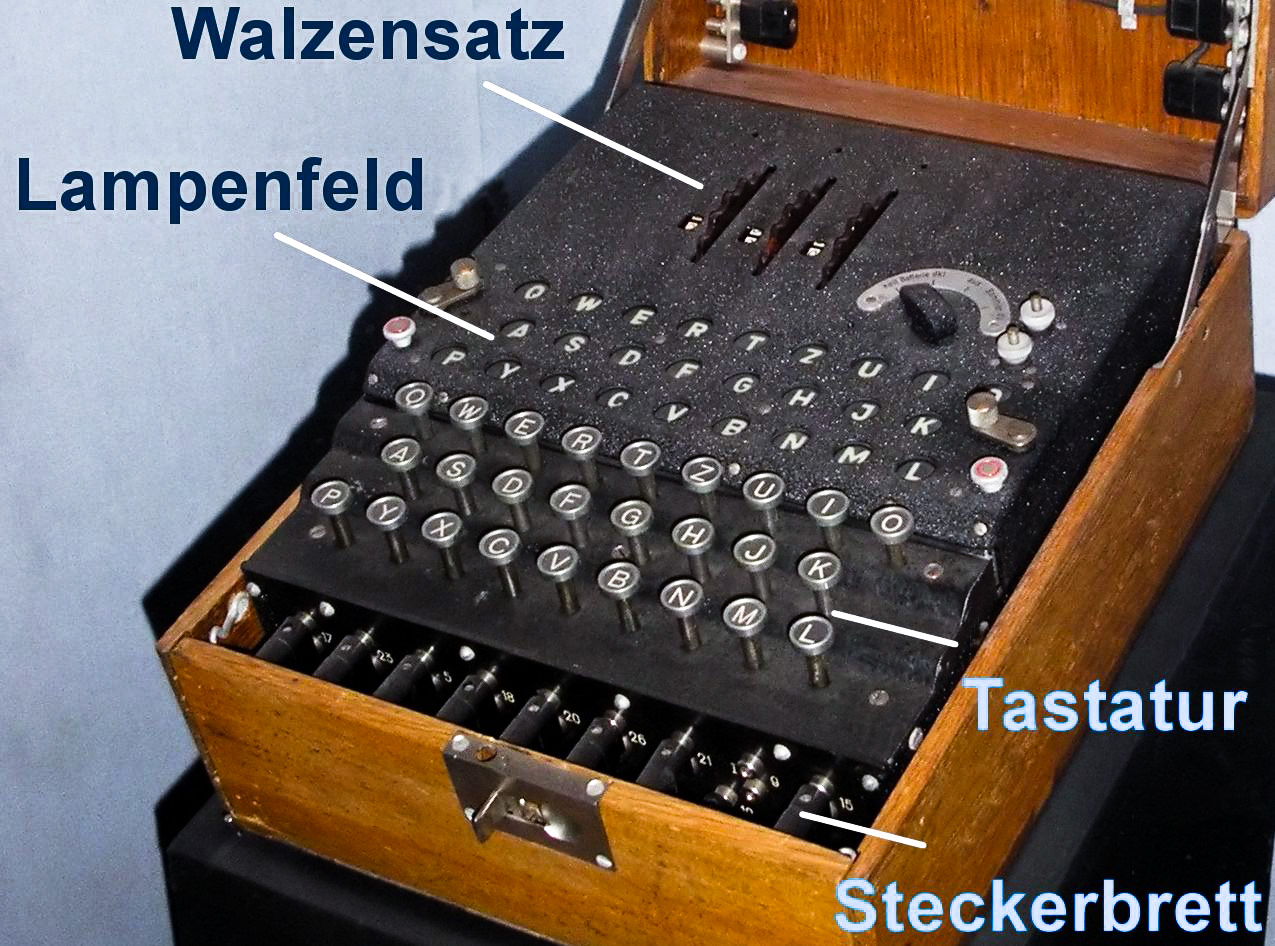
Die Funktionsgruppen der Schlüsselmaschine Enigma werden durch Computerprogramme simuliert

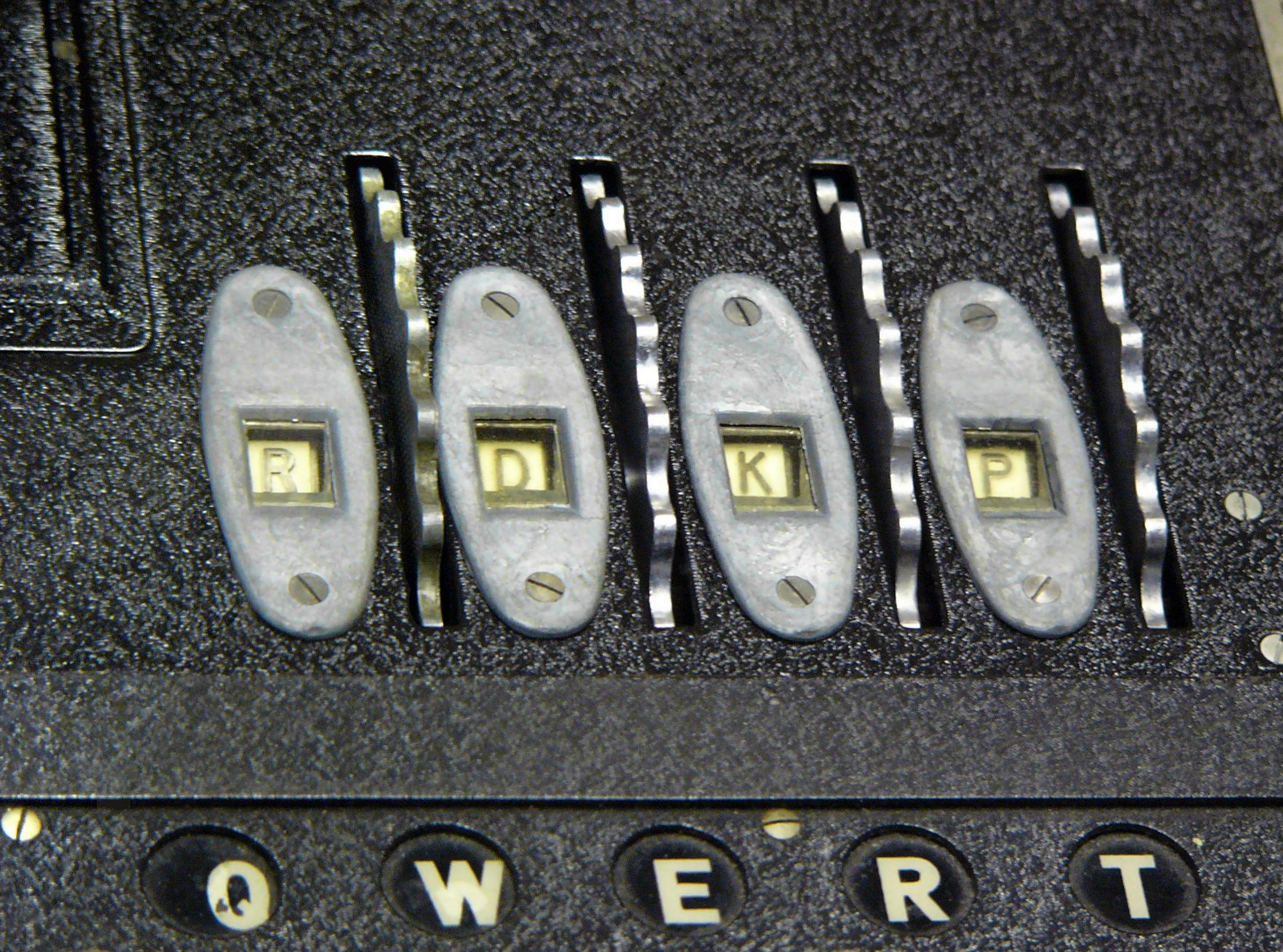
Walzenfenster der Enigma‑M4

Unter einer Enigma-Simulation versteht man die Simulation der elektromechanischen Rotor-Schlüsselmaschine Enigma.
Hiervon zu unterscheiden sind Enigma-Nachbauten, die während oder kurz nach dem Zweiten Weltkrieg zu kryptographischen oder kryptanalytischen Zwecken gebaut wurden.

## Zweck
Zwar ist inzwischen weitgehend geklärt, wie den Alliierten im Zweiten Weltkrieg die Entzifferung der Enigma gelang, dennoch möchte man aber auch heute noch immer einige offene Detailfragen klären. Dass der Bruch der Enigma, beispielsweise der damit verschlüsselten Funktelegramme (FTs) der damals im Atlantik operierenden deutschen U‑Boote, von kriegsgeschichtlicher Bedeutung war und den Verlauf des Krieges beeinflusst hat, wird von kaum jemanden bestritten.
Bis in die 1970er-Jahre galt die Geschichte der erfolgreichen Entzifferung der Enigma als Britain’s best kept secret, deutsch „Britanniens bestgehütetes Geheimnis“. Heute ist es Thema im Mathematik- und Informatikunterricht. Da nur wenige Geräte den Zweiten Weltkrieg überlebt haben (siehe auch Enigma-Exponate), sind Simulationen ein wichtiges Instrument in Forschung und Unterricht. Die Enigma ist Gegenstand zahlreicher Untersuchungen wissenschaftlicher und populärwissenschaftlicher Art. Es gibt Fachbücher, Romane, Theaterstücke und Filme, die sich mit der Maschine und deren Geschichte befassen. Simulatoren helfen, das Thema Enigma und die Geschichte zu verstehen.

## Simulationsarten

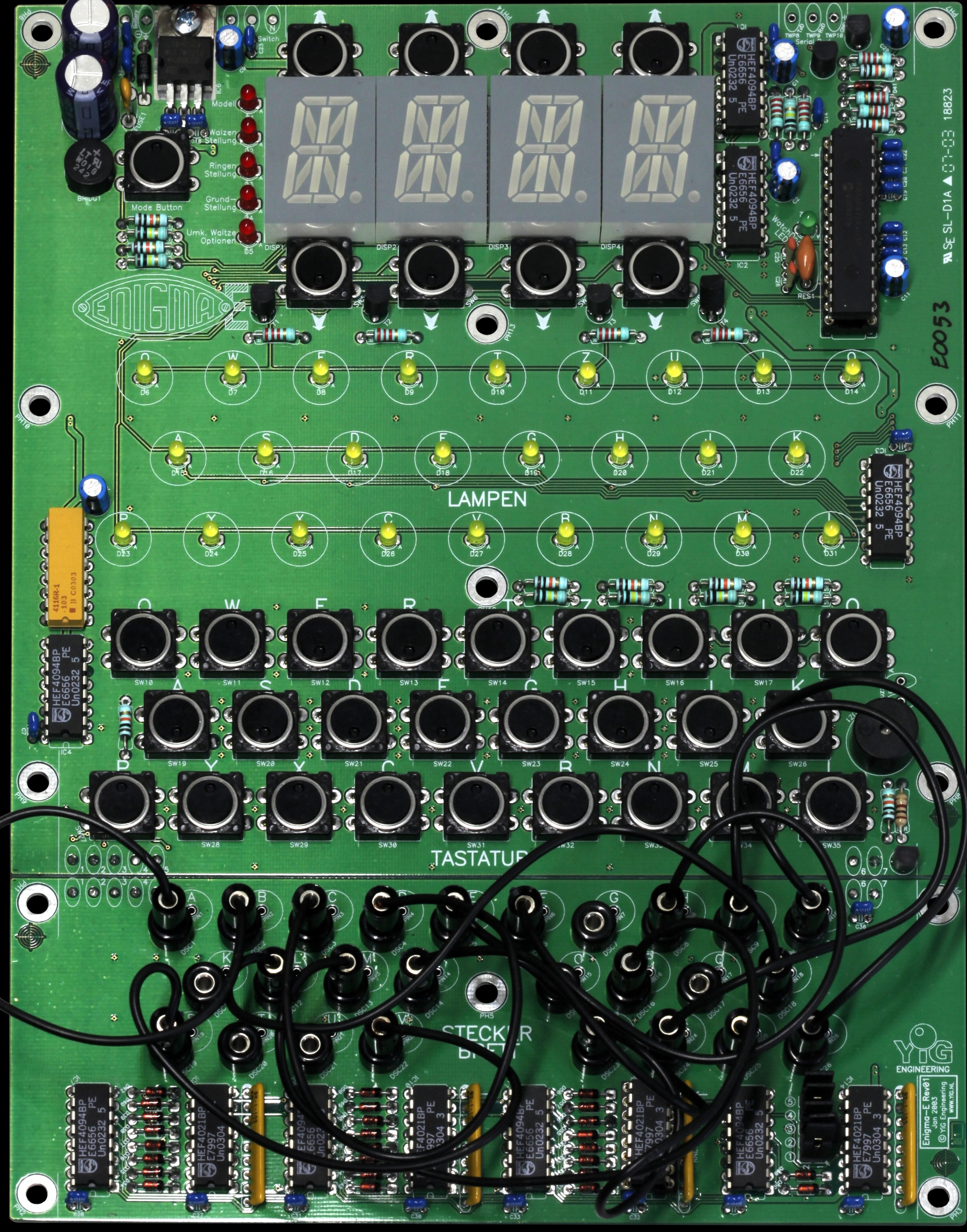
Fertig bestückte Leiterplatte eines elektronischen Enigma-Simulator-Bausatzes

Heute geschieht die Simulation zumeist mithilfe eines Computers, beispielsweise eines Personal Computers (PC), sowie eines dazugehörigen Computerprogramms. Eine Vielzahl geeigneter Enigma-Simulationsprogramme ist kostenlos und völlig frei verfügbar (näheres siehe unten).
Neben reinen Software-Lösungen gibt es auch Nachbau-Projekte, die darüber hinaus anstreben, dem physischen Original in puncto Aussehen, Sound und Haptik möglichst nahe zu kommen, und dieses natürlich ebenso bezüglich Bedienung und Funktion nachbilden. Häufig werden auch hier moderne softwareunterstützte Lösungen bevorzugt, also eine maßgeschneiderte Elektronik, versehen mit einem geeigneten Mikrocontroller, entsprechend programmiert. Es existieren diverse kommerzielle Bausätze, die es dem Anwender erlauben, sich selbst für wenige hundert Euro eine mehr oder weniger authentische elektronische Replik der echten Enigma-Maschine zu erschaffen.
Das Non plus ultra der Enigma-Nachbauten stellen zweifellos vollständig mechanisch ausgeführte Kopien der Original-Maschine dar. Die besten Exemplare sind kaum mehr von einer fabrikneuen echten Enigma zu unterscheiden. Allerdings kommen solch handwerkliche Meisterstücke auch den Preisen recht nahe, für die originale Maschinen gehandelt werden.

## Kopien

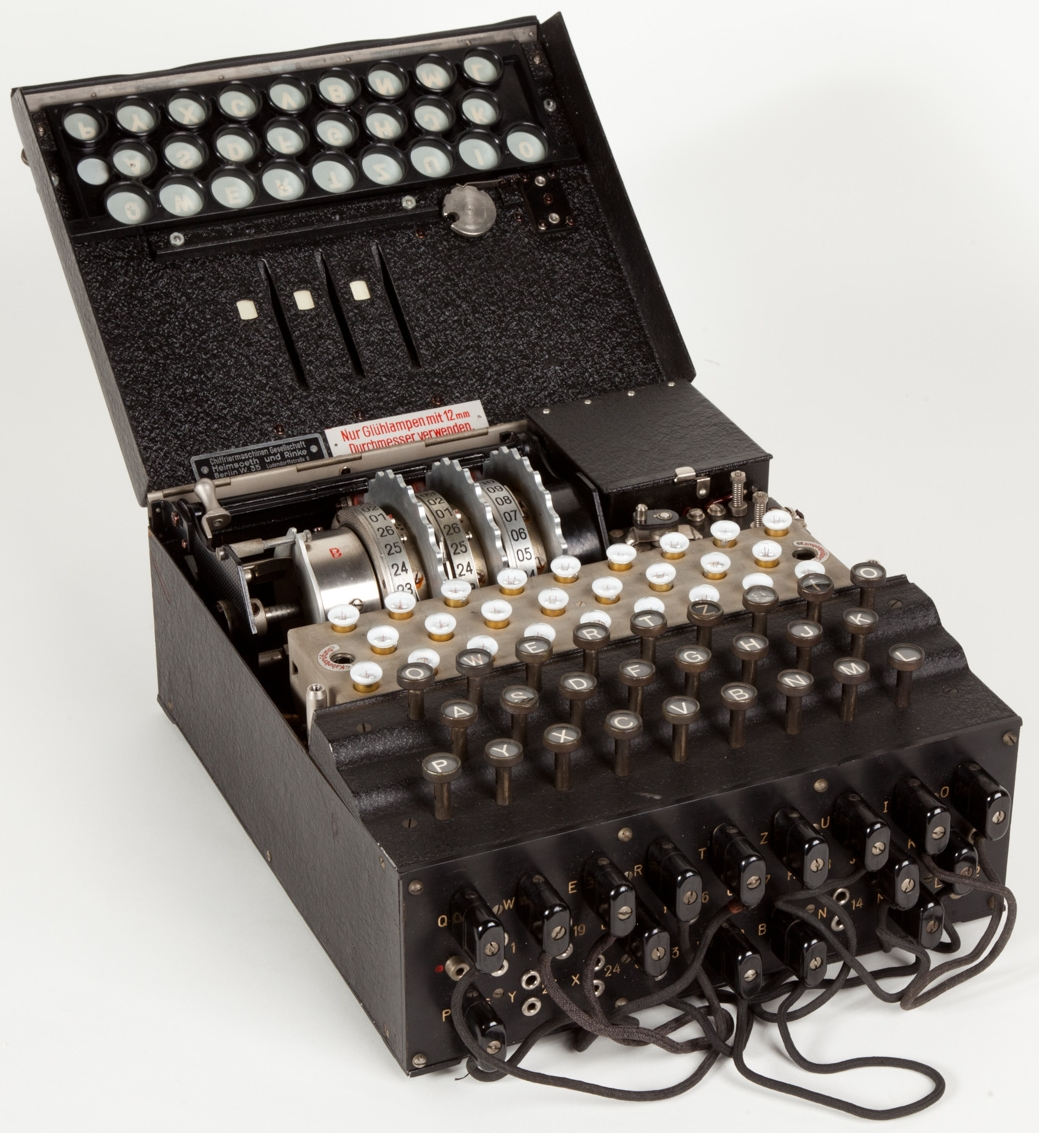
Nahezu unerreichbares Vorbild aller Kopien ist das Original: hier eine echte Enigma-Maschine aus dem Mailänder Technikmuseum

### Weingarten
Im Zeitraum 2003 bis 2011 wurde an der Hochschule Ravensburg-Weingarten ein Enigma-Nachbauprojekt durchgeführt.

### Kopacz
Originalgetreu gestaltete und voll funktionsfähige Nachbildungen der Enigma werden durch Klaus Kopacz in Handarbeit hergestellt.
Dazu benötigt er über dreitausend präzise gefertigte Einzelteile. Nach fünf Jahren Arbeit erhielt er als Ergebnis eine erste fertige Replik im Mai 2013. Danach folgten weitere, von denen bisher sechs für jeweils rund 50.000 Euro verkauft worden sind.

### ENIGMA R.D.E.
Seit 2019 läuft an der Hochschule der Medien (HdM) in Stuttgart das Projekt „ENIGMA R.D.E.“, wobei die etwas kryptische Abkürzung, lautmalerisch als „ready“ (deutsch fertig) gelesen, für „Runterladen – Drucken – Einschalten“ steht. Ziel des Projekts von Simon Wiest unter Mitarbeit von Bart Wessel war die Erstellung einer vollständigen 3D-Druckvorlage, um anschließend die benötigten Einzelteile mithilfe eines 3D‑Druckers kostengünstig (weniger als 300 Euro) drucken zu können. Zusammengesetzt ergibt sich die funktionsfähige Maschine. Dies wurde inzwischen erreicht.

### Réplicas Enigma
Hierbei handelt es sich um Attrappen der Enigma, die zwar täuschend echt deren äußeres Erscheinungsbild nachahmen, jedoch über keine innere Mechanik oder Elektrik verfügen und daher nicht zum Schlüsseln geeignet sind. Sie können als Requisiten oder Schmuckstücke dienen.

### Enigma touch
Bei der Enigma touch handelt es sich um eine elektronische Nachbildung der Enigma. Dabei können fast alle Enigma-Modelle simuliert werden, deren technische Einzelheiten ausreichend bekannt sind. Einem (flachen) Tabletcomputer ähnlich, dient ein einfacher Einplatinencomputer dazu, Aussehen und Funktion nachzubilden. Während sich die elektronischen Komponenten auf der Unterseite der Platine befinden, dient die Oberseite  dazu, das Erscheinungsbild des jeweiligen Modells nachzubilden. Dazu enthält die Platine kapazitive Tasten und Schieberegler, ein LED-Lampenfeld und kleine OLED-Anzeigen für die Rotorpositionen. Die Abmessungen sind etwa im Maßstab 2:3 kleiner als beim Original.

## Bausätze

### Enigma-E

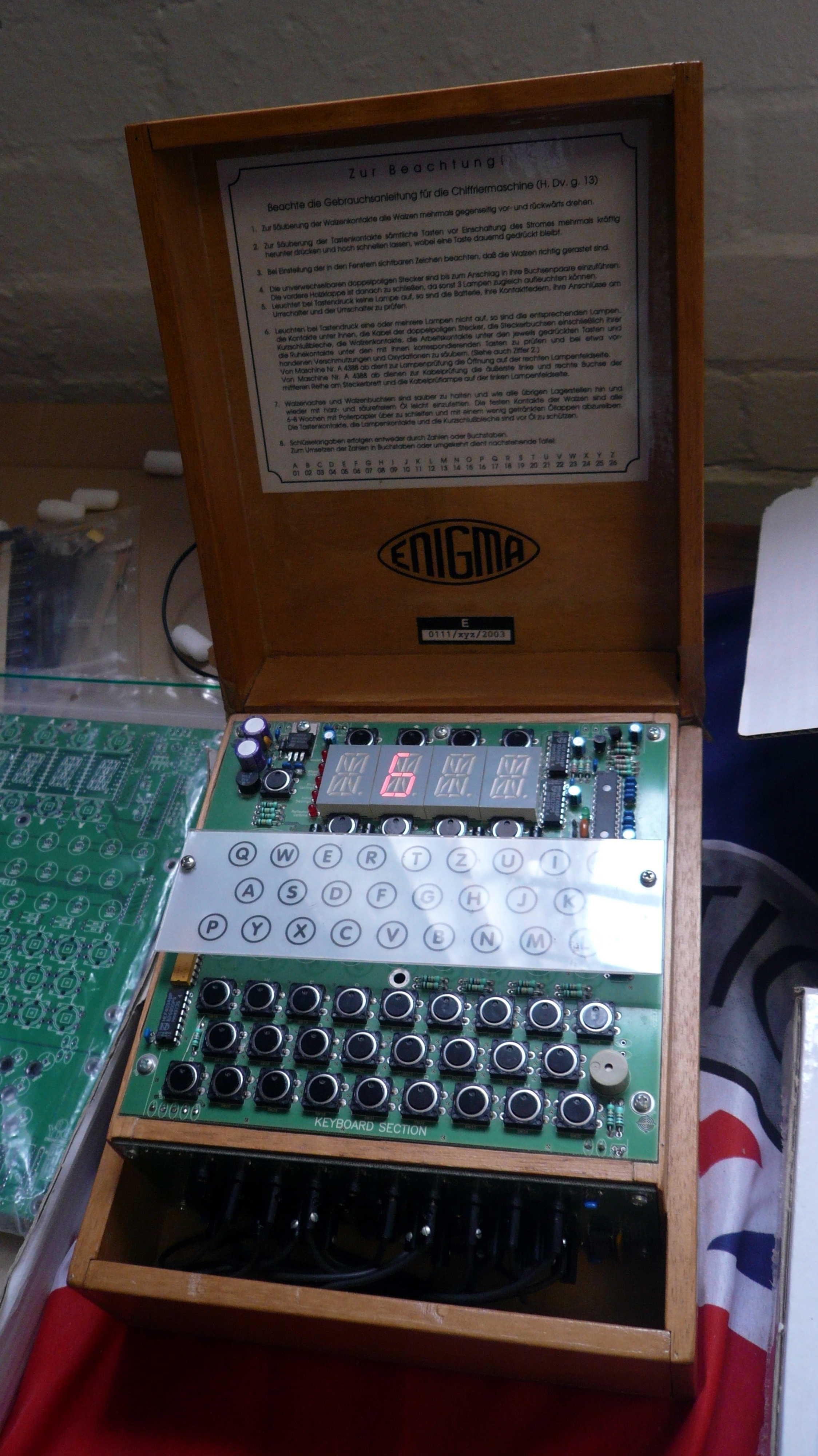
Eine Enigma-E im Museum von Bletchley Park

Bei der Enigma-E handelt es sich um einen modernen elektronischen Nachbau der Enigma, der als DIY kit verfügbar ist. Der Bausatz enthält außer der unbestückten Leiterplatte (PCB) alle zum Zusammenbau benötigten Komponenten – mit Ausnahme eines Gehäuses. Ergänzt wird er durch ein etwa sechzigseitiges Handbuch, das einen Stromlaufplan, die Erläuterung des Zusammenbaus und die Bedienung der Enigma‑E sowie historische Hintergrundinformationen und einige echte Enigma-Funksprüche enthält.
Diese elektronische Enigma ist deutlich kleiner (etwa 230 mm × 195 mm × 55 mm) als das mechanische Original (340 mm × 280 mm × 150 mm) und enthält Leuchtdiodenanzeigen statt der originalen Glühlampen. Auch wird der mechanisch drehbare Walzensatz durch integrierte Schaltkreise (ICs) ersetzt und die Schreibmaschinentastatur durch moderne Tastschalter. Funktional entspricht sie jedoch sehr genau dem Vorbild. Sie ist in der Lage, sowohl die von Heer und Luftwaffe der Wehrmacht genutzte Enigma I als auch die beiden Modelle der Kriegsmarine, Enigma‑M3 und M4, zu emulieren.
Als Ergänzung zur Enigma-E ist die Enigma-Uhr als separater Bausatz verfügbar, hier genannt UhrBox‑E. Auch dieses Kit enthält außer der unbestückten Leiterplatte (PCB) alle zum Zusammenbau benötigten Komponenten – wieder mit Ausnahme eines Gehäuses.

### meinEnigma
Ein anderer elektronischer Bausatz zur Nachbildung der Enigma heißt meinEnigma. Auch hier ist das Ziel, eine funktionelle Replik der echten Maschine zu erschaffen. Ferner wird hier Wert darauf gelegt, neben der Funktion auch das „Look and Feel“, also Aussehen und Bedienung des Originals möglichst nachzubilden. Wie bei der Enigma‑E, enthält der Bausatz eine unbestückte Leiterplatte mitsamt dazugehörigen elektronischen Komponenten, wie Widerständen, Spulen, Kondensatoren, Tasten, Leuchtdioden (als Ersatz der originalen Glühlämpchen) und Sieben-Segment-Anzeigen (anstelle der echten Walzenfenster) sowie drei spezieller SMD-Komponenten (Surface-mounted device), die den zur Emulation der Enigma notwendigen Programmcode enthalten. Auch hier gehört zum Bausatz kein Gehäuse. Man ist also wieder darauf angewiesen, sich beispielsweise aus Sperrholz oder Metallblech selbst ein passendes herzustellen.
Im Gegensatz zur Enigma-E allerdings, entsprechen die Abmessungen von meinEnigma ungefähr denen der wirklichen Maschine. Auch die Positionen von Anzeige- und Bedienelementen, wie Tasten, Lampen und Steckbuchsen, stimmen hier gut mit denen des Originals überein. Darüber hinaus werden die Tasten- und Walzengeräusche der echten Enigma mithilfe von Klangdateien und eines kleinen Lautsprechers originalgetreu nachgebildet.
Auch mit meinEnigma lassen sich unterschiedliche Enigma-Modelle emulieren. Dazu gehören auch hier die Enigma I, die M3 und die M4.

## Simulationsprogramme
Für viele unterschiedliche Plattformen, nicht nur für Windows, wurden inzwischen entsprechende Computersimulationsprogramme geschrieben, die Aussehen, Bedienung und Funktion der authentischen Enigma-Maschine eindrucksvoll und realitätsnah nachbilden. Zumeist kann die Software frei heruntergeladen werden und erlaubt so auf der eigenen Computer-Hardware die Simulation der originalen Enigma I und auch anderer Enigma-Modelle.
Die folgende Tabelle gibt eine (unvollständige) Übersicht über die Fülle der Computersimulationen, die inzwischen für die Enigma-Maschine mitsamt ihren Ergänzungen wie Enigma-Uhr und Umkehrwalze D (UKWD) geschrieben wurden. Besonders empfehlenswert für Windows-PCs ist die Simulation von Dirk Rijmenants.
| Name                                                          | Plattform                           | Modelle | Uhr  | UKWD |
| ------------------------------------------------------------- | ----------------------------------- | --- | ---- | ---- |
| Franklin Heath Enigma Simulator                               | Android                             | K, Reichsbahn, M3, M4 | Nein | Nein |
| EnigmAndroid                                                  | Android                             | M3, M4, Abwehr G31, G312, G260, D, K, K, KD, R, T | Nein | Nein |
| Andy Carlson Enigma Applet (Standalone Version)               | Java                                | Kriegsmarine M3, M4 | Nein | Nein |
| Minarke (Minarke ist keine echte Kriegsmarine Enigma)         | C/Posix/CLI (MacOS, Linux, UNIX, …) | M3, M4 | Nein | Nein |
| Russell Schwager Enigma Simulator                             | Java                                | M3 | Nein | Nein |
| PA3DBJ G-312 Enigma Simulator                                 | JavaScript                          | G312 Abwehr | Nein | Nein |
| Daniel Palloks Universal Enigma                               | JavaScript                          | I, M3, M4, D, K, Schweizer K, KD, Norenigma, Reichsbahn, Sondermaschine, T, A28/G31 Zählwerk, G-111, G-260, G-312, G-401. Sprachen: Deutsch, Englisch | Ja   | Ja   |
| Universal Enigma Machine Simulator                            | JavaScript                          | D, Norenigma, M3, M4, Zählwerk, G, G-111, G-260, G-312, K, KD, Reichsbahn, T                                                                          | Ja   | Ja   |
| „Enigma machine“ Baustein                                     | JavaScript                          | I, M3, M4, D, K, Norenigma, Reichsbahn, Sondermaschine, T, A-865 Zählwerk, G-111, G-260, G-312. Sprache: Englisch                                     | Ja   | Nein |
| Virtual Enigma 3D                                             | JavaScript                          | Wehrmacht, Kriegsmarine M4 | Nein | Nein |
| Terry Long Enigma Simulator                                   | MacOS                               | M3 | Nein | Nein |
| Paul Reuvers Enigma Simulator for RISC OS                     | RISC OS                             | M3, M4, G-312 Abwehr | Nein | Nein |
| Dirk Rijmenants Enigma Simulator v7.0                         | Windows                             | M3, M4 | Nein | Nein |
| Frode Weierud Enigma Simulators                               | Windows                             | Abwehr, M3, M4, Reichsbahn | Nein | Nein |
| Alexander Pukall Enigma Simulator                             | Windows                             | M3 | Nein | Nein |
| CrypTool 2 -- Enigma-Verschlüsselung und Enigma-Kryptoanalyse | Windows                             | A, B, D, K, M3, M4, Abwehr, Reichsbahn. GUI in Deutsch und Englisch                                                                                   | Nein | Nein |